# Hyresgästen (film)
Hyresgästen (originaltitel: Le Locataire) är en fransk, engelskspråkig, skräckfilm från 1976 i regi av Roman Polański, baserad på romanen Le Locataire chimérique från 1964 av Roland Topor. Filmen ingår i Polańskis trilogi av "lägenhetsfilmer", där Repulsion (1965) och Rosemarys baby (1968) utgör de två första. 

## Rollista
- Roman Polański – Den paranoide hyresgästen Trelkovsky, som flyttar in i lägenheten där Simone Choule bott och begått självmord
- Isabelle Adjani – Stella, Simons vän, som Trelkovsky första gången möter vid Simones dödsbädd
- Melvyn Douglas – Den stränge hyresvärden monsieur Zy som hyr ut lägenheten till Trelkovsky
- Jo Van Fleet – Den ondskefulla madame Dioz som också är hyresgäst i fastigheten
- Shelley Winters – Den likgiltige fastighetsskötaren som också bor i fastigheten med ingång från fastighetens trapphus